# Champagne-sur-Seine
Champagne-sur-Seine is een gemeente in het Franse departement Seine-et-Marne (regio Île-de-France) en telt 6593 inwoners (2004). De plaats maakt deel uit van het arrondissement Fontainebleau.

## Geografie
De oppervlakte van Champagne-sur-Seine bedraagt 7,3 km², de bevolkingsdichtheid is 903,2 inwoners per km².
De onderstaande kaart toont de ligging van Champagne-sur-Seine met de belangrijkste infrastructuur en aangrenzende gemeenten.

## Demografie
Onderstaande figuur toont het verloop van het inwonertal (bron: INSEE-tellingen).

## Galerij

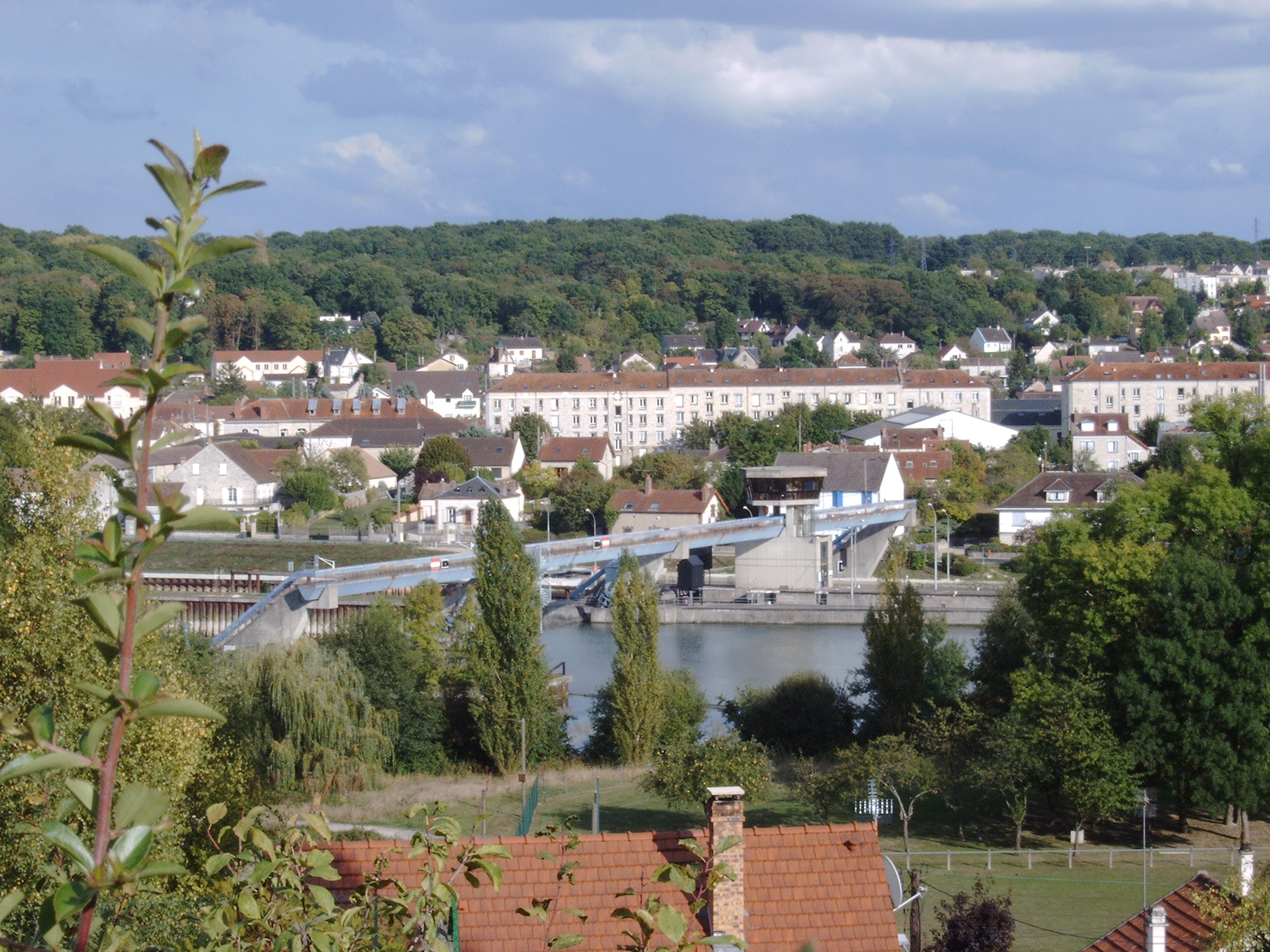
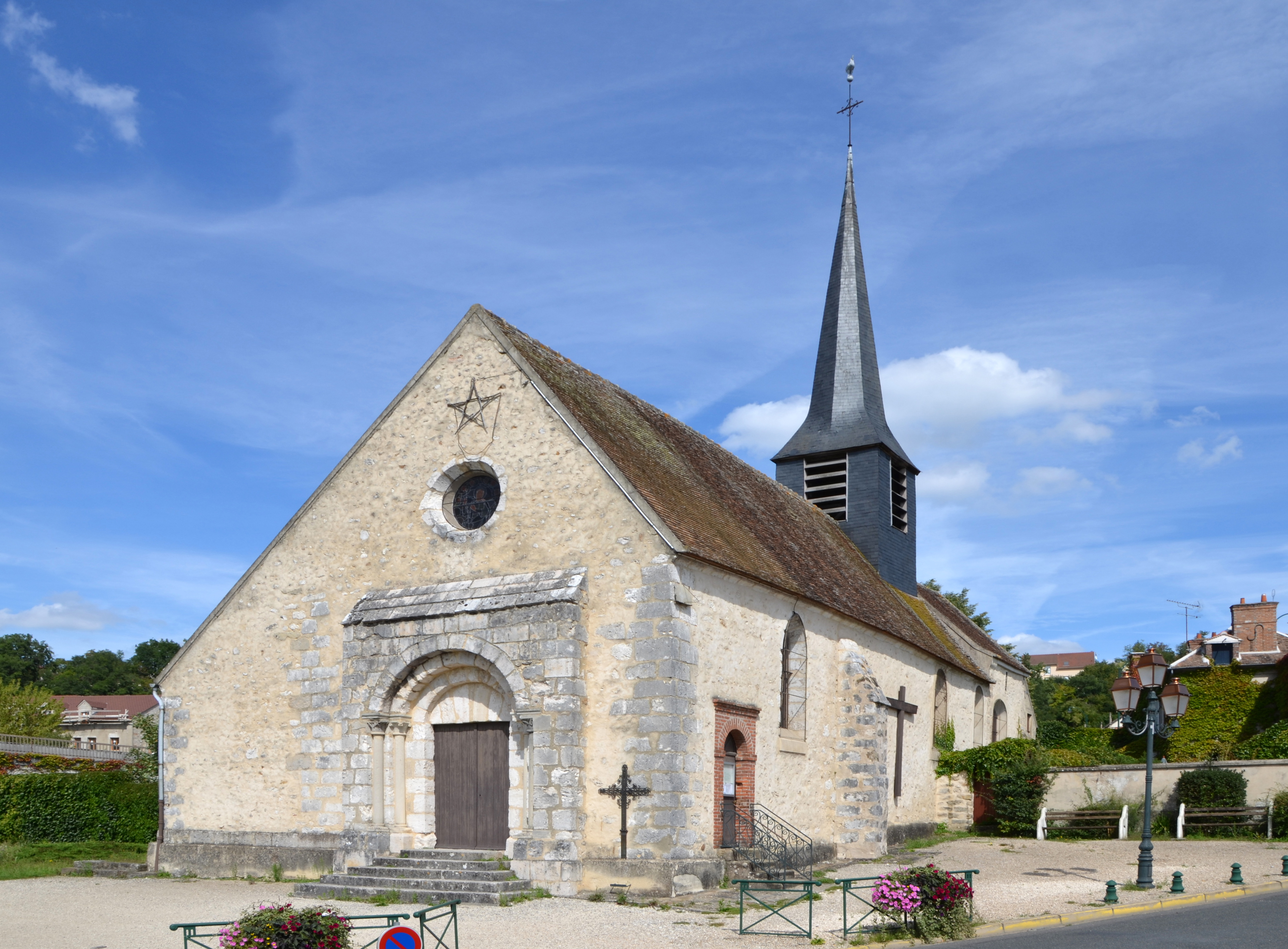
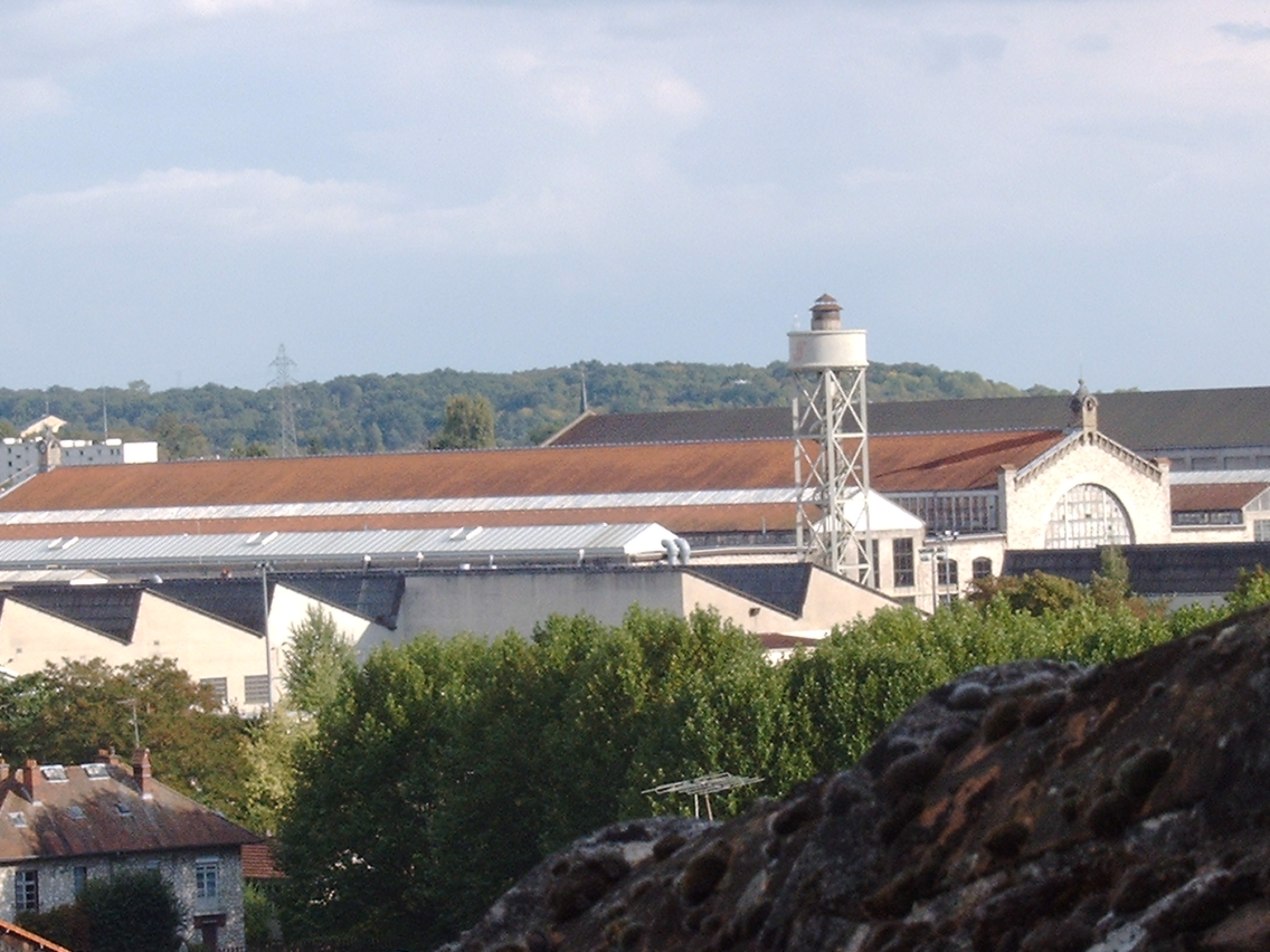